# Five Years
Five Years is een nummer van de Britse muzikant David Bowie. Het werd uitgebracht als de eerste track op zijn album The Rise and Fall of Ziggy Stardust and the Spiders from Mars uit 1972.

## Achtergrond
Het nummer vertelt over het feit dat de planeet aarde binnen vijf jaar verwoest zou zijn en over de nasleep van dit nieuws. Volgens geruchten heeft Bowie deze periode van tijd, vijf jaar, gekozen nadat hij een droom had waarin zijn overleden vader hem vertelde dat hij nooit meer zou mogen vliegen en binnen vijf jaar zou sterven.
Bowie putte inspiratie voor het nummer uit het gedicht At Lunchtime - A Story of Love van Roger McGough.
Bowie speelde het nummer in een sessie voor de BBC op 18 januari 1972, wat in 2000 werd uitgebracht op het album Bowie at the Beeb. Liveversies van het nummer werden uitgebracht op Stage uit 1978, de DVD-versie van Best of Bowie uit 2002, Live EP (Live at Fashion Rocks) (met Arcade Fire) uit 2005, Live Santa Monica '72 uit 2008, Live Nassau Coliseum '76 bij de heruitgave van het album Station to Station uit 2010 en A Reality Tour uit 2010.

## Muzikanten
- David Bowie: zang, akoestische gitaar, snaararrangement
- Mick Ronson: piano, elektrische gitaar, achtergrondzang
- Trevor Bolder: basgitaar
- Mick "Woody" Woodmansey: drums